# Кудьма (селище)
Ку́дьма — селище в складі Новинської сільради у Богородському районі Нижньогородської області.
Селище знаходиться поблизу однойменної річки.

## Етимологія
Назва складається з ерзянського слова кудо — «будинок», «житло» та фінно-угорського топоформанту «-ма» — «земля», «територія», «край», широко поширеного в Поволжі і Нижньогородській області. По території Богородського району Нижньогородської області також протікає річка з аналогічною назвою. Таким чином, назва Кудьма вказує на те, що територія по берегах річки і на найближчих землях була значно заселена ерзянами та іншими фіно-угорськими народами ще до початку освоєння цих земель російським населенням. На користь фінно-угорської теорії походження назви говорить і те, що аналогічне за звучанням і змістом слово є в вепській мові — kodima. У Петрозаводську Республіки Карелія випускається газета Kodima на вепській мові. Крім того, Кудьма — річка на півночі Архангельської області Росії — місце історичного проживання фіно-угорських народів.